# Le Monde inverti
Le Monde inverti (titre original : The Inverted World) est un roman de science-fiction écrit par le romancier britannique Christopher Priest et publié en 1974.

## Résumé
« J’avais atteint l’âge de mille kilomètres. » Helward Mann qui vient d’atteindre cet âge vit sur une planète inconnue dans une cité appelée Terre. Cette cité présente l’étrange particularité de se déplacer lentement sur des voies de chemin de fer. Au fur et à mesure de son déplacement, les techniciens de la Guilde des voies retirent les rails situés à l’arrière de la cité pour les placer à l’avant afin de lui permettre de continuer à avancer. Le chemin à suivre est fixé par la Guilde des topographes du futur et le but à atteindre est l’Optimum. De la fuite en avant vers cet Optimum dépend la survie de la cité car celle-ci se déplace continuellement, et plus elle en est éloignée, plus elle subit d'étranges phénomènes affectant l'espace et le temps.
Helward Mann, nouveau membre de la guilde des topographes, doit, pour sa première mission, raccompagner trois paysannes dans leur village d'origine, vers l'arrière (et donc le passé) de la cité, en suivant la trace des rails qui ont été déposés. À mesure qu'il s'éloigne, il voit les paysannes se métamorphoser, s'étirer en largeur, tandis que les ravins se comblent et les montagnes s'aplanissent. Une étrange force gravitationnelle horizontale l'attire dans la direction qu'il suit, toujours plus loin vers l'arrière, avec une force grandissante.

## Prix littéraires
Le Monde inverti de Christopher Priest a reçu le prix British Science Fiction du meilleur roman 1975.

## Éditions
- The Inverted World, Faber & Faber, mai 1974, 256 p.  (ISBN 0-571-10444-4)
- Le Monde inverti, Calmann-Lévy, coll. « Dimensions SF », 1975, trad. Bruno Martin, 309 p.  (ISBN 2-7021-0003-1)
- Le Monde inverti, J'ai lu, coll. « Science-fiction », no 725, 1976, trad. Bruno Martin, 305 p.
- Le Monde inverti, Presses Pocket, coll. « Science-fiction », no 5279, janvier 1988, trad. Bruno Martin, 320 p.  (ISBN 2-266-02139-7) (réédition en janvier 1992  (ISBN 2-266-04621-7))
- Le Monde inverti, Gallimard, coll. « Folio SF », no 91, février 2002, trad. Bruno Martin, 348 p.  (ISBN 2-07-042149-X)

À signaler :
- l'édition française omet un court poème de Samuel Johnson cité en introduction dans la version originale (et qui prend tout son sens une fois que l'on a terminé le roman) : « Wheresoe'er I turn my view, All is strange, yet nothing new; Endless labour all along, Endless labour to be wrong » ("Où que je porte mon regard, tout est étrange, mais rien n'est neuf ; un travail sans fin tout du long, un travail sans fin vers l'erreur. ")
- l'édition Folio SF omet le prologue présent dans les autres éditions.

## Classique de la science-fiction
Ce roman est considéré comme un grand classique de la science-fiction dans les ouvrages de référence suivants :
- Jacques Sadoul, Anthologie de la littérature de science-fiction, Ramsay, 1981 ;
- Denis Guiot, La Science-fiction, Massin, coll. « Le monde de... », 1987 ;
- La Bibliothèque idéale de la SF, Albin Michel, (1988) ;
- Enquête du Fanzine Carnage mondain auprès de ses lecteurs, 1989 ;
- Lorris Murail, Les Maîtres de la science-fiction, Bordas, coll. « Compacts », 1993 ;
- Stan Barets, Le Science-fictionnaire, Denoël, coll. « Présence du futur », 1994.

## La phrase initiale
Stan Barets décrit les phrases initiales des romans de science-fiction comme des « hameçons » censés accrocher le lecteur dès qu'il pose les yeux sur la première page, et indique que les anglo-saxons sont meilleurs à ces catch phrases.
La phrase qui ouvre Le Monde inverti n'est pas passée inaperçue des critiques anglo-saxons. Paul Kincaid écrit qu'« elle est à raison devenue l'une des plus célèbres de la science-fiction ». James Timarco dit de même que « dès la première phrase, “J’avais atteint l’âge de mille kilomètres”, le lecteur sait que quelque chose ne tourne pas du tout rond dans ce monde. Nous savons que cela a à voir avec la relation entre le temps et l'espace, mais au-delà nous ne pouvons qu'essayer de deviner ». Nick Owchar écrit qu'une des « raisons de l'attrait de l'histoire est la façon dont Christopher Priest, dès la première phrase du roman, nous immerge dans une nouvelle réalité étrange. La fière déclaration d'Howard Mann sur son admission dans le monde des adultes est une révélation étonnante : le temps dans ce monde se mesure mieux par des distances. ».
Pourtant, le fameux « J'avais atteint l'âge de mille kilomètres » a surtout été mis en avant par l'édition française. Christopher Priest indique en effet que plusieurs éditions anglaises faisaient précéder « I had reached the age of six hundred and fifty miles » d'un prologue de trois pages. Conseillé par le traducteur Bruno Martin, l'éditeur français Robert Louit  a supprimé ce prologue et a aussi converti la distance dans le système métrique : l'effet en était radicalement changé.